# Ahmed Kutucu
Ahmed Kutucu (Gelsenkirchen, 2000. március 1. –) német születésű török válogatott labdarúgó, a Galatasaray játékosa.

## Pályafutása

### Klubcsapatokban
Korosztályos szinten megfordult a Sportreunde Haverkamp, a Rot-Weiß Essen és a Schalke 04 csapataiban. 2018. december 11-én mutatkozott be a Schalke első csapatában az orosz Lokomotyiv Moszkva csapata elleni UEFA-bajnokok ligája mérkőzésen Cedric Teuchert cseréjeként. December 22-én megszerezte első gólját a Bundesligában a VfB Stuttgart csapata ellen. 2021. január 21-én kölcsönbe került a szezon hátralévő részére a Heracles Almelo csapatához. Július elején a török İstanbul Başakşehir szerződtette. 2022 januárjában kevés játéklehetőség miatt a 2021–22-es szezon további részét kölcsönben a Sandhausen csapatánál töltötte.
2023. július 13-án aláírt a másodosztályú Eyüpspor csapatához. 2025. január 23-án szerződtette a Galatasaray csapata.

### A válogatottban
Részt vett a U17-es labdarúgó-világbajnokságon, amelyen egy gólt szerzett. Mind a három csoportmérkőzésen pályára lépett a 2018-as U19-es labdarúgó-Európa-bajnokságon. 2019. november 17-én mutatkozott be a felnőttek között az Andorra ellen 2–0-ra megnyert 2020-as labdarúgó-Európa-bajnokság selejtező mérkőzésen.

## Statisztika

### Klub
2022. január 12-i állapotnak megfelelően.
| Klub                | Szezon   | Bajnokság    | Bajnokság | Bajnokság | Kupa  | Kupa  | Nemzetközi | Nemzetközi | Összesen | Összesen |
| Klub                | Szezon   | Osztály      | Mérk.     | Gólok     | Mérk. | Gólok | Mérk.      | Gólok      | Mérk.    | Gólok    |
| ------------------- | -------- | ------------ | --------- | --------- | ----- | ----- | ---------- | ---------- | -------- | -------- |
| Schalke 04          | 2018–19  | Bundesliga   | 13        | 2         | 2     | 1     | 1          | 0          | 16       | 3        |
| Schalke 04          | 2019-20  | Bundesliga   | 25        | 3         | 3     | 0     | –          | –          | 28       | 3        |
| Schalke 04          | 2020-21  | Bundesliga   | 7         | 0         | 1     | 0     | –          | –          | 8        | 0        |
| İstanbul Başakşehir | 2021–22  | Süper Lig    | 3         | 0         | 1     | 1     | 0          | 0          | 4        | 1        |
| SV Sandhausen       | 2021–22  | Bundesliga 2 | 0         | 0         | 0     | 0     | –          | –          | 0        | 0        |
| Összesen            | Összesen | Összesen     | 48        | 5         | 7     | 2     | 1          | 0          | 56       | 7        |

### Válogatott
2020. szeptember 3-i állapotnak megfelelően.
| Törökország | Törökország | Törökország |
| Év          | Mérk.       | Gólok       |
| ----------- | ----------- | ----------- |
| 2019        | 1           | 0           |
| 2020        | 1           | 0           |
| Összesen    | 2           | 0           |

## Sikerei, díjai
- Eyüpspor
  - Török másodosztály bajnok: 2023–24